# Paropamisades

Carte de l'expansion de l'Empire achéménide

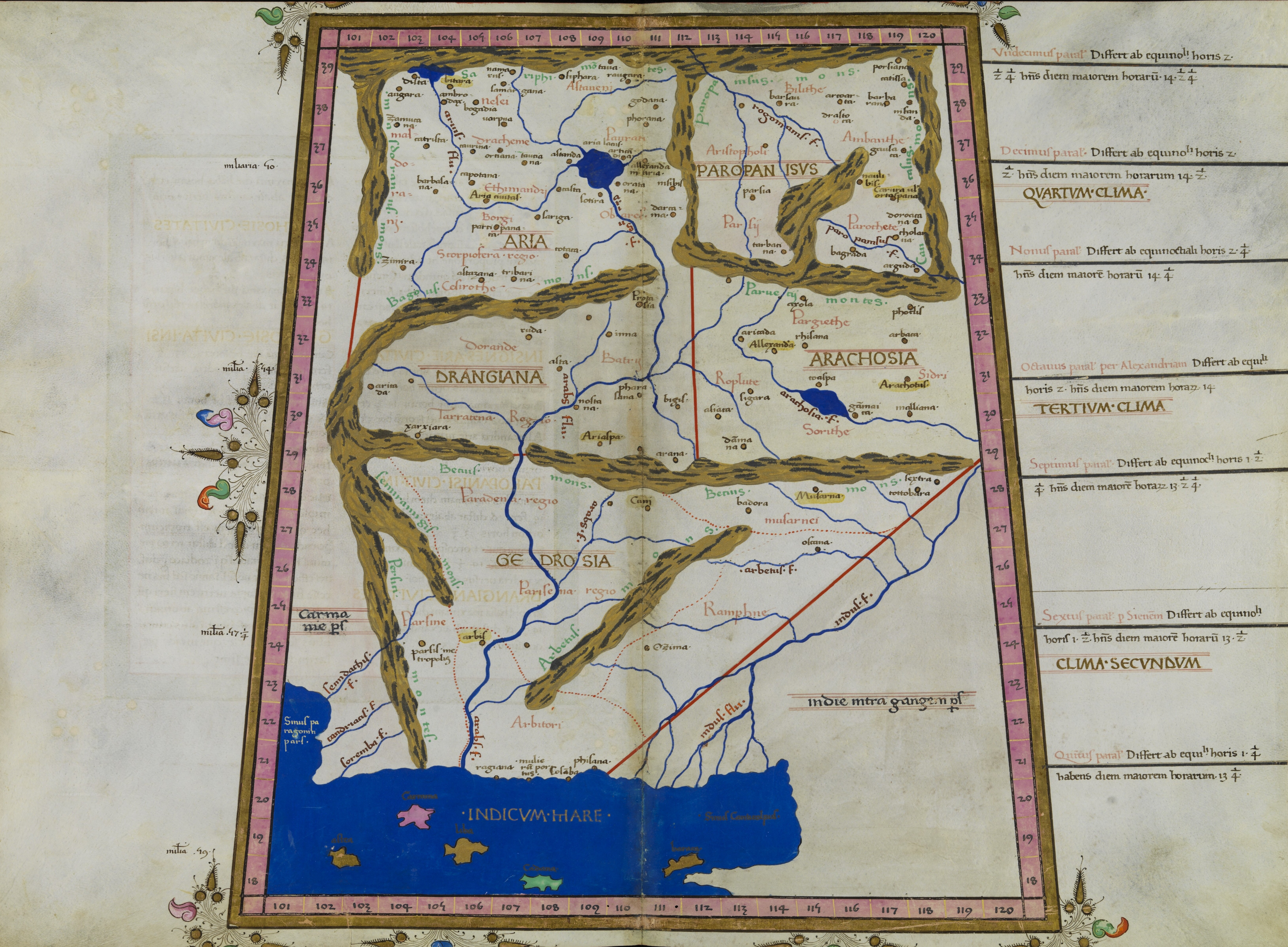
Nicolaus Germanus, reconstitution de la Carte de Ptolémée, vers 1470

Les Paropamisades ou Paropanisades sont une région historique de l'Hindū-Kūsh centrée sur Kaboul et Bagram (Afghanistan). Elle fit partie du royaume gréco-bactrien de 190 à 130 av. J.-C. environ. Le nom de cette région, correspondant au nom du peuple qui y vivait, est d'origine grecque ; il est mentionné chez le géographe Strabon, au livre XV de son œuvre.

## Histoire

Le royaume gréco-bactrien vers 180 avant J.-C.

Selon d'anciens textes bouddhiques, le Mahajanapada de Kamboja comprenait les territoires des Paropamisades et s'étendait vers le sud-ouest jusqu'à Rajauri, au sud-ouest du Cachemire. La région passa dans la zone d'influence achéménide vers la fin du VIe siècle av. J.-C., soit durant le règne de Cyrus le Grand ou Darius Ier.
Durant la fin du IVe siècle av. J.-C., Alexandre le Grand conquit l'empire perse comprenant la région des Paropamisades, ce qui marqua le début de l'époque hellénistique. Les noms grecs Παροπαμισάδαι ou Παροπαμισός étaient mentionnés dans les écrits grecs du IIIe au Ier siècle av. J.-C. pour décrire ces conquêtes et celles des rois bactriens et indo-grecs. Le nom pourrait venir de l'ancienne langue avestique, signifiant « plus haut que l'aigle peut voler ».[réf. souhaitée]
La région changea de main plusieurs fois en l'espace de trois siècles.
- Après la mort d'Alexandre en 323 av. J.-C., la région fut assimilée à l'empire séleucide.
- Elle fut ensuite « offerte » au souverain de la dynastie indienne des Maurya en 305 av. J.-C.
- Elle devint une partie du royaume gréco-bactrien après l'annexion de Démétrios Ier de la section occidentale de l'empire maurya.
- Enfin, les Eucratidiens du royaume de Bactriane prirent possession de la ville peu après la mort de Ménandre Ier, mais en perdirent le contrôle à la suite des invasions des Yuezhi ou des Tokhariens aux alentours de 125 av. J.-C.